# Equipas ciclistas Continentais-Temporada de 2010
Na temporada de 2009-2010 (sexta dos Circuitos Continentais da UCI), cento vinte e duas equipas ciclistas de categoria Continental (11 menos que na 5.ª edição) foram registados na União Ciclista Internacional representando a 42 países.
A Europa novamente o continente com mais equipas com 83, seguido da Ásia com 19. O país que mais equipas inscreveu foi novamente os Estados Unidos com 10, seguido da Bélgica com 9 e a Alemanha com 7.
A Arménia foi o único país que inscreveu uma equipa desta categoria pela primeira vez.

## Equipas por continente
| Continente | Nº equipas |
| ---------- | ---------- |
| Europa     | 83         |
| Ásia       | 19         |
| América    | 14         |
| Oceania    | 5          |
| África     | 1          |

## Equipas por país
| País           | Nº equipas |
| -------------- | ---------- |
| Estados Unidos | 10         |
| Bélgica        | 9          |
| Alemanha       | 7          |
| Polónia        | 5          |
| Portugal       | 5          |
| Reino Unido    | 5          |
| Japão          | 5          |
| Áustria        | 4          |
| Dinamarca      | 4          |
| Eslovênia      | 4          |
| Noruega        | 4          |
| China          | 4          |
| Austrália      | 4          |
| Espanha        | 3          |
| França         | 3          |
| Grécia         | 3          |
| Países Baixos  | 3          |
| Rússia         | 3          |
| Ucrânia        | 3          |
| Coreia do Sul  | 3          |
| Irão           | 3          |

| País          | Nº equipas |
| ------------- | ---------- |
| Croácia       | 2          |
| Itália        | 2          |
| Chéquia       | 2          |
| Suíça         | 2          |
| Taipé Chinesa | 2          |
| Colômbia      | 2          |
| Armênia       | 1          |
| Bulgária      | 1          |
| Eslováquia    | 1          |
| Estónia       | 1          |
| Hungria       | 1          |
| Luxemburgo    | 1          |
| Roménia       | 1          |
| Sérvia        | 1          |
| Suécia        | 1          |
| Indonésia     | 1          |
| Malásia       | 1          |
| Brasil        | 1          |
| Canadá        | 1          |
| Nova Zelândia | 1          |
| África do Sul | 1          |

## Lista de equipas
| País           | Nome                                    | Código UCI |
| -------------- | --------------------------------------- | ---------- |
| Alemanha       | Heizomat                                | THF        |
| Alemanha       | LKT Team Brandenburg                    | LKT        |
| Alemanha       | Seven Stones                            | TSS        |
| Alemanha       | Team Kuota-Indeland                     | TRS        |
| Alemanha       | Team NetApp                             | APP        |
| Alemanha       | Team Nutrixxion-Sparkasse               | TSP        |
| Alemanha       | Thüringer Energie Team                  | TET        |
| Armênia        | CKT Tmit-Champion System                | CKT        |
| Austrália      | Drapac-Porsche Cycling                  | DPC        |
| Austrália      | Fly V Australia                         | VAU        |
| Austrália      | Genesys Wealth Advisers                 | GENE       |
| Austrália      | Team Jayco-Skins                        | JAS        |
| Áustria        | Arbö-Gourmetfein Wels                   | RAD        |
| Áustria        | Arbö KTM-Gebrüder Weiss                 | KTM        |
| Áustria        | Tyrol Team                              | TIR        |
| Áustria        | Vorarlberg-Corratec                     | VBG        |
| Bélgica        | An Post-Sean Kelly                      | SKT        |
| Bélgica        | BKCP-Powerplus                          | BKP        |
| Bélgica        | Jong Vlaanderen-Bauknecht               | JVB        |
| Bélgica        | Lotto-Bodysol                           | PCW        |
| Bélgica        | Palmans-Cras                            | PCO        |
| Bélgica        | Qin cycling Team                        | QCT        |
| Bélgica        | Sunweb-Revor                            | SUN        |
| Bélgica        | Telenet-Fidea                           | FID        |
| Bélgica        | Veranda's Willems                       | WIL        |
| Brasil         | Funvic-Pindamonhangaba                  | FUN        |
| Bulgária       | Hemus 1896-Vivelo                       | HEM        |
| Canadá         | SpiderTech powered by Planet Energy     | CSM        |
| China          | Holy Brother                            | HBR        |
| China          | Marco Polo Cycling Team                 | MPC        |
| China          | Max Success Sports                      | MSS        |
| China          | Qinghai Tianyoude Cycling Team          | TYD        |
| Taiwan         | Action Cycling Team                     | ACT        |
| Taiwan         | Giant Asia Racing Team                  | GNT        |
| Colômbia       | Café de Colombia-Colombia es Pasión     | CEP        |
| Colômbia       | UNE-EPM                                 | EPM        |
| Coreia do Sul  | Geumsan Ginseng-Asia                    | GGA        |
| Coreia do Sul  | KSPO                                    | KSP        |
| Coreia do Sul  | Seoul Cycling                           | SCT        |
| Croácia        | Loborika                                | LOB        |
| Croácia        | Meridiana-Kamen Team                    | MKT        |
| Dinamarca      | Glud & Marstrand-LRØ Radgivning         | GLU        |
| Dinamarca      | Team Concordia Forsikring-Himmerland    | VPC        |
| Dinamarca      | Team Designa Køkken-Blue Water          | DBW        |
| Dinamarca      | Team Energi Fyn                         | TEF        |
| Eslováquia     | Dukla Trencin-Merida                    | DUK        |
| Eslovênia      | Adria Mobil                             | ADR        |
| Eslovênia      | Obrazi-Delo Revije                      | ODR        |
| Eslovênia      | Sava                                    | SAK        |
| Eslovênia      | Zheroquadro-Radenska                    | RAR        |
| Espanha        | Burgos 2016-Castilla y León             | VMC        |
| Espanha        | Caja Rural                              | CJR        |
| Espanha        | Orbea                                   | ORB        |
| Estados Unidos | Adageo Energy                           | ADG        |
| Estados Unidos | Bissell                                 | BPC        |
| Estados Unidos | Jamis-Sutter Home                       | JSH        |
| Estados Unidos | Jelly Belly presented by Kenda          | JBC        |
| Estados Unidos | Kelly Benefit Strategies                | KBS        |
| Estados Unidos | Kenda presented by Gear Grinder         | KPC        |
| Estados Unidos | Mountain Khakis fueled by Jittery Joe's | TMK        |
| Estados Unidos | Team Type 1                             | TT1        |
| Estados Unidos | Trek Livestrong U23                     | TLS        |
| Estados Unidos | UnitedHealthcare presented by Maxxis    | UHC        |
| Estónia        | Kalev Chocolate Team                    | KCT        |

| País          | Nome                               | Código UCI |
| ------------- | ---------------------------------- | ---------- |
| França        | BigMat-Auber 93                    | AUB        |
| França        | Bretagne-Schuller                  | BSC        |
| França        | Roubaix-Lille Métropole            | RLM        |
| Grécia        | Heraklion Kastro-Murcia            | TKT        |
| Grécia        | SP Tableware                       | SPT        |
| Grécia        | Team Worldofbike.gr                | WOB        |
| Hungria       | Tecnofilm-Betonexpressz 2000       | TFB        |
| Indonésia     | Polygon Sweet Nice                 | PSN        |
| Irão          | Azad University Iran               | IAU        |
| Irão          | Tabriz Petrochemical Team          | TPT        |
| Irão          | Vali Asr Kerman Team               | VAK        |
| Itália        | CDC-Cavaliere                      | CDC        |
| Itália        | Miche                              | MIE        |
| Japão         | Aisan Racing Team                  | AIS        |
| Japão         | Bridgestone-Anchor                 | BGT        |
| Japão         | Shimano Racing Team                | SMN        |
| Japão         | Team Nippo                         | PPO        |
| Japão         | Utsunomiya-Blitzen                 | BLZ        |
| Luxemburgo    | Continental Team Differdange       | CCD        |
| Malásia       | Letua Cycling Team                 | L2A        |
| Noruega       | Joker-Bianchi                      | TJB        |
| Noruega       | Plussbank-Cervélo                  | PBC        |
| Noruega       | Ringeriks-Kraft                    | KRA        |
| Noruega       | Sparebanken Vest-Ridley            | SPV        |
| Nova Zelândia | Subway-Avanti                      | SWA        |
| Países Baixos | Cycling Team Jo Piels              | CJP        |
| Países Baixos | Rabobank                           | RB3        |
| Países Baixos | Van Vliet-EBH-Elshof               | VVE        |
| Polónia       | Aktio Group-Mostostal Pulawy       | AKT        |
| Polónia       | DHL-Author                         | DHL        |
| Polónia       | Legia-Felt                         | LEG        |
| Polónia       | Mroz-Active Jet                    | MRO        |
| Polónia       | Romet-Weltour-Debica               | RWD        |
| Portugal      | Barbot-Siper                       | BSP        |
| Portugal      | Centro Ciclismo de Loulé-Louletano | CCL        |
| Portugal      | LA-Rota dos Móveis                 | LRM        |
| Portugal      | Madeinox-Boavista                  | BOA        |
| Portugal      | Palmeiras Resort-Prio              | PRT        |
| Reino Unido   | Endura Racing                      | EDR        |
| Reino Unido   | Motorpoint-Marshalls Massa         | MPT        |
| Reino Unido   | Rapha Condor-Sharp                 | RCS        |
| Reino Unido   | Sigma Sport-Specialized            | SGS        |
| Reino Unido   | Team Raleigh                       | RAL        |
| Chéquia       | AC Sparta Praha                    | ASP        |
| Chéquia       | PSK Whirlpool-Author               | PSK        |
| Roménia       | Tusnad Cycling Team                | TCT        |
| África do Sul | MTN Energade                       | MTN        |
| Rússia        | Itera-Katusha                      | TIK        |
| Rússia        | Katyusha Continental Team          | KTA        |
| Rússia        | Kuban                              | KUB        |
| Sérvia        | Partizan Srbija                    | ZAN        |
| Suécia        | Team Sprocket                      | SPK        |
| Suíça         | Atlas Pessoal                      | ARH        |
| Suíça         | Price-Custom Bikes                 | PCB        |
| Ucrânia       | Amore & Vita-Conad                 | AMO        |
| Ucrânia       | ISD Continental Team               | ISD        |
| Ucrânia       | Kolss Cycling Team                 | KLS        |